# W
W, w (gọi là vê kép hoặc đúp lơ vê - bắt nguồn từ tên gọi tiếng Pháp double vé hoặc u kép, đấp-liu, đấp-bồ-yu /ju:/ - bắt nguồn từ tên gọi tiếng Anh) là chữ thứ 23 trong phần nhiều chữ cái dựa trên Latinh.
- Mặc dù chữ W không tồn tại trong hệ thống chữ viết tiếng Việt nhưng người miền Nam thường phát âm chữ Qu tương tự như chữ W. Ví dụ tiêu biểu là hai từ "quốc" và "cuốc" được phát âm giống hệt nhau ở miền Bắc nhưng khác hẳn nhau ở miền Nam.
- W cũng có thể được sử dụng để biểu diễn đơn vị của công suất (đọc là "oát" hay "goát" ở miền Bắc).
- Trong tiếng Ba Lan, chữ W được dùng thay cho chữ V. Ví dụ như "Việt Nam" trong tiếng Ba Lan được viết là "Wietnam". Tên cầu thủ Lewandowski ở Việt Nam ban đầu được phiên âm là "Lê-oan-đao-ski" vì nhiều người thường đọc nhầm theo tiếng Anh, sau đó được chỉnh lại thành "Lê-van-đốp-ski" cho đúng với tiếng Ba Lan.
- Trong Hoá Học, W là ký hiệu cho nguyên tố Wolfram (Tungsten Z = 74).